# Magritte/Beste Nachwuchsdarstellerin

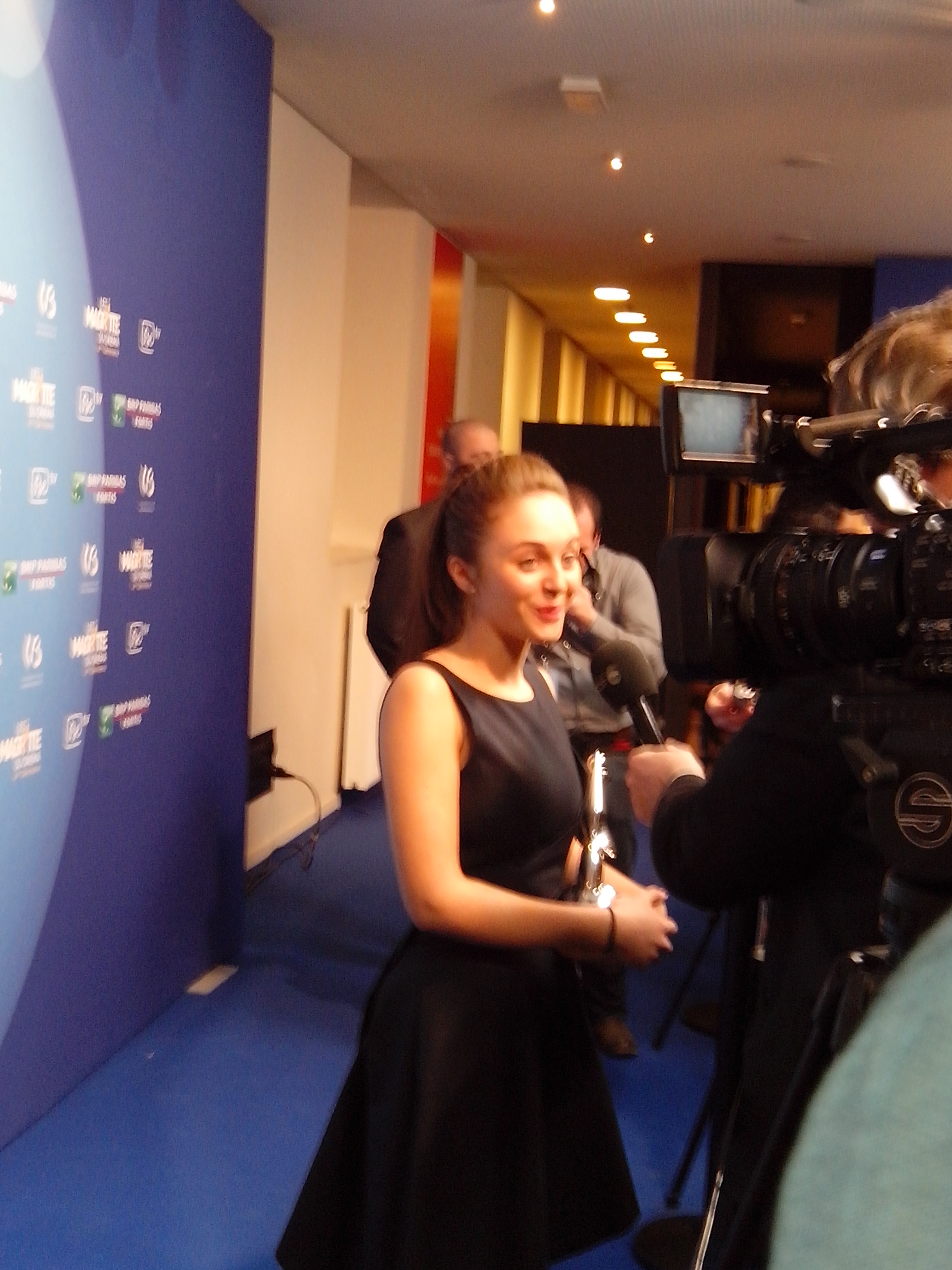
Die Preisträgerin von 2014: Pauline Burlet mit dem Magritte

Gewinnerinnen und Nominierte des belgischen Filmpreises Magritte in der Kategorie Beste Nachwuchsdarstellerin (Meilleur espoir féminin) seit der ersten Verleihung im Jahr 2011. Ausgezeichnet werden die besten Nachwuchsschauspielerinnen einheimischer Filmproduktionen des vergangenen Kinojahres.
Die unten aufgeführten Filme werden mit ihrem deutschen Verleihtitel (sofern vorhanden) angegeben. Danach folgt in Klammern und in kursiver Schrift der Originaltitel. Vorn steht der Name der Schauspielerin.

## 2010er Jahre
2011
Pauline Étienne – Privatunterricht (Élève libre)
- Stéphanie Blanchoud – La Régate
- Anna Franziska Jäger – My Queen Karo
- Chloé Struvay – Maternelle

2012
Erika Sainte – Sie weint nicht, sie singt (Elle ne pleure pas, elle chante)
- Stéphanie Crayencour – Les Mythos
- Jeanne Dandoy – Bullhead (Rundskop)
- Hande Kodja – Marieke und die Männer (Marieke, Marieke)

2013
Anne-Pascale Clairembourg – Mobile Home
- Pauline Burlet – Dead Man Talking
- Mona Jabé – Miss Mouche
- Aurora Marion – La Folie Almayer

2014
Pauline Burlet – Le passé – Das Vergangene (Le Passé)
- Rania Mellouli – Le Sac de farine
- Anne Paulicevich – Tango Libre (Tango libre)
- Mona Walravens – Blau ist eine warme Farbe (La Vie d’Adèle)

2015
Ambre Grouwels – Baby Balloon
- Evelien Bosmans – Marina
- Hande Kodja – Rosenn
- Emilie Maréchal – Tokyo Anyway

2016
Lucie Debay – Melodys Baby (Melody)
- Manon Capelle – Alle Katzen sind grau (Tous les chats sont gris)
- Pili Groyne – Das brandneue Testament (Le Tout nouveau Testament)
- Stéphanie Van Vyve – Être

2017
Salomé Richard – Baden Baden – Glück aus dem Baumarkt? (Baden Baden)
- Ghalia Benali – Kaum öffne ich die Augen (À peine j’ouvre les yeux)
- Martha Canga Antonio – Black
- Jade Soentjens und Margaux Soentjens – Die Ökonomie der Liebe (L’Économie du couple)

2018
Maya Dory – Mein Engel (Mon ange)
- Adriana de Fonseca – Even Lovers Get the Blues
- Fantine Harduin – Happy End
- Lena Suijkerbuik – Home

2019
Lena Girard Voss – Unsere Kämpfe (Nos batailles)
- Myriem Akheddiou – Une part d’ombre
- Bérénice Baoo – Tueurs
- Nawell Madani – C’est tout pour moi
- Anaël Snoek – The Wild Boys (Les Garçons sauvages)

## 2020er Jahre
2020
Mya Bollaers – Lola und das Meer (Lola vers la mer)
- Bebel Baloji – Binti – Es gibt mich! (Binti)
- Victoria Bluck – Young Ahmed (Le Jeune Ahmed)
- Raphaëlle Corbisier – Escapada

2021
nicht vergeben

2022
Maya Vanderbeque – Un monde
- Salomé Dewaels – Verlorene Illusionen (Illusions perdues)
- Fantine Harduin – Adoration
- Daphné Patakia – Benedetta

2023
Sophie Breyer – La Ruche
- Elsa Houben – Le Cœur noir des forêts
- Joely Mbundu – Tori et Lokita
- Mara Taquin – La Ruche

2024
Zelda Samson – Dalva
- Laetitia Mampaka – L’Employée du mois
- Bérangère McNeese – Ailleurs si j’y suis
- Mara Taquin – Das Tier im Dschungel (La Bête dans la jungle)

2025
Purdey Lombet – Il pleut dans la maison
- Kenza Benbouchta – Amal
- Mara Taquin – Chiennes de vie
- Tessa Van Den Broeck – Julie bleibt still (Julie zwijgt)